# 高鳳仙
高鳳仙（1956年3月4日—2021年6月20日），是中華民國監察院第四、五屆監察委員，曾任法官。
高鳳仙是國立臺灣大學法学学士及加州大學柏克萊分校法学硕士。她曾任臺東地方法院及士林地方法院法官兼庭長，自1998年8月12日起任臺灣高等法院法官。自1996年至2004年間，先後起草家庭暴力防治法、性騷擾防治法、性侵害犯罪防治修法條文、連續性暴力修法條文。2007年8月1日“台灣防暴聯盟”正式立案後，擔任創會理事長。2008年，高鳳仙獲得總統馬英九提名任第四屆監察委員，並於2014年連任第五屆監察委員提案糾正遠雄健康生活園區BOO案。2011年，高鳳仙經內政部評選為“建國百年女性群像人物”。2020年11月14日，高鳳仙成立高理國際法律事務所，並擔任所長。2021年6月20日下午5時許，因癌症病逝於醫院，享壽66歲。

## 簡歷
高鳳仙生於南投縣，國立台灣大學法律學系畢業，就讀台大法研所期間考取教育部公費留學，於1983年取得加州大學柏克萊分校法学硕士。1985年至2008年間，擔任地方法院及高等法院法官、庭長。2008年經總統馬英九提名出任第四屆監察委員，2014年連任第5屆監察委員。自2010年起，在銘傳大學、國立臺北大學等校擔任教授，講授親屬法、家庭暴力及性暴力防治。2010年被加州柏克萊大學聘為國際諮詢委員會委員。

## 起草及推動防暴三法
1993年發生鄧如雯殺夫案震驚社會，高鳳仙於1995年參考美国《模範家庭暴力法》（Model Code on Domestic and Family Violence）等外國法規，完成「家庭暴力法草案」。1996年現代婦女教育基金會邀集學者專家40餘人成立「家庭暴力法制定委員會」，由立法委員潘維剛任總召集人，高鳳仙任共同召集人，對該草案逐條討論修正，改名「家庭暴力防治法草案」，潘維剛委員領銜於立法院提案後，於1998年通過立法。
家庭暴力防治法因立法妥協而產生執行困境，7個民間團體於 2001 年成立「家庭暴力防治法修法聯盟」，高鳳仙代表東吳大學安素堂參與修法， 2003年完成修法草案，周清玉委員領銜送立法院審議。高鳳仙接受現代婦女基金會委託，於1999年起草「性騷擾防治法草案」，由立委潘維剛領銜提案送立法院審議，因屆期不連續而遭退回。高鳳仙將性騷擾防治法草案修改後，由秦慧珠、張蔡美、葉宜津等立委領銜送立法院審議。
2003年“華岡之狼”申請假释引起社會恐慌，高鳳仙接受性暴力防治聯盟委託，起草連續性暴力修法條文，在《性侵害犯罪防治法》和《刑法》中引進外國的民事監護、強制治療、社區監控、梅根法案等制度，並廢除連續犯制度，於2004年由周清玉委員領銜提案送立法院審議。
2004年，11個民間團體成立「防暴三法推動聯盟」，高鳳仙代表東吳大學安素堂推動法案。性騷擾防治法草案、性侵害犯罪防治法等連續性暴力修法條文草案於2005年1月間通過立法，家庭暴力防治法修法條文草案於2007年3月間通過立法。
「防暴三法推動聯盟」於2005年改名為「台灣防暴聯盟」，2007年正式立案，高鳳仙擔任創會理事長。
高鳳仙於2013年發起成立「教會人權促進聯盟」防治性別暴力，2018年發起成立「 永年關懷協會」維護老人權益。
高鳳仙於2006年獲選內政部「95年度全國推動家庭暴力、性侵害及性騷擾防治工作有功人士」。2011年經內政部評選為「建國百年女性群像人物」 。

## 協助日本制定家暴法
台灣家暴法制定後廣受關注，日本御茶水女子大學教授戒能民江數次率團來台，參訪相關機構及拜訪高鳳仙，考察台灣家庭暴力防治法的施行情況

 。
日本國會於2001年4月通過「配偶暴力防制與被害人保護法」，自2002年4月1日開始施行，明定此法施行3年後應對施行狀況加以調查檢討。
高鳳仙在2000年1月獲邀到日本擔任「婚姻與約會暴力防止策略調查報告會暨國際研討會」引言人，發表「家庭暴力之立法運動與整體防治網絡之建立－－台灣經驗分享」。2001年11月再度獲邀至日本，在「暴力被害人支援研修講座」中專題演講我國家庭暴力防治法之規範內容與施行現況，協助日本民間團體推動制定及修正家暴相關法規。

## 調查性別暴力事件
高鳳仙任職監委後，開監察院先河，調查數十件家庭暴力、性侵害和性骚扰事件，提出糾正及彈劾案。
調查花蓮縣國小性侵害案，2009年提案彈劾未依法通報之前後任校長與教導主任，2010年公懲會議決校長降級改敘、主任記過2次。縣府對當事人國家賠償，立法院加速修改教師法及教育人員任用條例，於2009年11月訂定「狼師解聘條款」。
調查新北市國中多起師對生、師對師、生對生之性侵害及性騷擾事件，於2011年提案彈劾校長、學務主任、生教組長，公懲會2012年議決生教組長休職1年、學務主任休職6月、校長降級改敘。
調查南部特教學校性侵害及性騷擾案，發現164件疑似性侵害及性騷擾事件，加害人、被害人各約90名，於2012年提案彈劾教育部中部辦公室主任、校長等16人 

，提案糾正學校、教育部、內政部、臺南市政府，並要求議處相關失職人員。公懲會於2013年議決10人降級改敘、記過，另有教育部官員及學校教職員30餘人遭記大過、申誡等行政懲處，國教署於2017年函全國11所特教學校應提供棉被等寢具及清潔服務，立法院於2013年修正性別平等教育法，增訂狼師解聘條款
。
調查台中市國小教師性侵害事件，發現教師性侵害4男童，校長通報為「脫褲子等不雅行為」，於2010年糾正學校與台中市政府。台中市政府考績委員會因此重新審議，撤除校長職務並改記一大過，教育處長改記一大過，訓導主任改記過，教務主任、總務主任、輔導主任、學管科長、駐區督學均記申誡。
調查宜蘭監獄性騷擾事件，於2016年提案彈劾涉嫌姓騷擾女職員副典獄長，2017年公懲會判決撤職並停止任用一年。
調查陸軍八軍團性騷擾事件， 2017年提案彈劾涉嫌性騷擾及性侵害女下屬之士官長、意圖掩蓋事實之指揮官及營長，2018年公懲會判決士官長撤職並停止任用2年，指揮官降級改敘，營長記過2次。
調查陸軍十軍團性侵害事件，2017年提案彈劾對女部屬強制猥褻及誣告之上校參謀主任，同年公懲會判決撤職並停止任用1年。
調查台北市國中性侵害及性騷擾事件，景美國中教務主任涉性騷 為此提案彈劾教務主任許水龍，監察院於2018年1月18日通過該案，移送公務員懲戒委員會審理。
調查桃園市國中性侵害及性騷擾事件，發現教練涉嫌性侵害7學生、性騷擾22學生，時常對學生體罰，於2019年提案糾正國中棒球隊教練性侵害、並要求對20餘位學生受害事件啟動調查，將教練移請檢方偵辦。2020年桃園地院判處教練4年有期徒刑。
調查雙性人人權案件，於2018年提出被稱為「監察史上第一次以雙性人人權為議題的調查報告」，發現40萬雙性人人權長期被忽視，兒童過早接受手術，糾正內政部及衛福部。衛福部因而訂立「未成年雙性人之性別矯正手術共同性建議原則」，首次對雙性人性別手術做出年齡規範，並建立及公布「未成年雙性人之性別矯正手術」轉介建議醫院名單。

## 調查司法人員違失事件
2013年提案彈劾貪瀆女檢察官陳玉珍
，2019年職務法庭判決撤職，並停止任用5年。
2014年提案彈劾貪瀆法官胡景彬，2018年職務法庭判決免除法官職務，並喪失公務人員任用資格。
2016年提案彈劾買凶殺人檢察官顏漢文，2017年職務法庭判決免除檢察官職務，並喪失公務人員任用資格，此為法官法上路以來，職務法庭對司法官祭出的最重處分。
2017年提案彈劾嫖妓檢察官蔡曉崙，2018年職務法庭判決免除檢察官職務，並喪失公務人員任用資格。

## 調查政務人員違失事件
高鳳仙於監委任內調查的政務人員違失案件包括：
- 2016年，提案彈劾違法舉債之前苗栗縣縣長劉政鴻[84][85]，2017年公務員懲戒委員會（簡稱“公懲會”）判決申誡[86]。
- 2017年，提案彈劾貪瀆前新北市副市長許志堅[87][88]，2018年公懲會判決撤職，並停止任用3年[89]。
- 2018年，提案彈劾違法兼職及未利益迴避之前教育部部長吳茂昆[90][91]，2019年公懲會判決記過[92][93]。
- 2019年，提案彈劾違反行政中立之前行政院促進轉型正義委員會副主任委員張天欽[94][95]，2020年公懲會判決撤職並停止任用2年[96][97]。
- 2019年，提案彈劾中央選舉委員會主任委員陳英鈐，核可行政院於2018年10月29日補充意見書，表明「本案若獲通過，政府將…進行同性婚姻相關法規修正工作」[98][99]。

## 調查白色恐怖事件
高鳳仙曾專案調查數起臺灣白色恐怖時期案件，包括：
- 被稱為最大白色恐怖事件之“鹿窟事件”，發現國防部保密局逮捕村民896人，231名移送保安司令部，起訴及判決有罪93人，其中判死刑28人、無期徒刑1人、有期徒刑64人。許多村民遭拘留鹿窟菜廟狹小空間內被嚴重刑求，有人於釋放後自殺。本案因不當審判而造成國家補償被判刑者或家屬合計新台幣3億8550萬元；不付審判者，經法院判處冤獄賠償合計885萬5000元[100][101][102][103][104]，提案糾正國防部，被視為轉型正義的第一案[105][106][107]。

- 中共台灣省工委最後基地玉桂嶺及曉基地案，發現至少有6位遭刑求村民，13人遭判死刑，28人遭判有期徒刑，因不當裁判造成國家補償1億1,690萬元[108][104][109][110]。提案糾正國防部，並請促轉會將鹿窟、玉桂嶺及曉基地共131名遭判決有罪之村民，依法撤銷其有罪判決及塗銷前科紀錄[111][112]。
- 台電匪諜案，發現保密局縱放共黨領導人及幹部，對25名被告不當審判，其中7人被誤用法條判處死刑，致國家支付近1億元補償金，違法銷燬偵審卷宗，未依法保存銷燬清冊，提案糾正國防部[113][114][115]。
- “密史一號吳石案”，發現國防部中將參謀次長吳石為中国共产党潛伏在中國國民黨內部最高情報官，保密局破獲吳石共諜案確實有助台海局勢穩定及維護國安，但高等軍法會審庭原審及復審有8大違失，杜撰吳石及東南軍政長官公署上校聂曦的證詞，用1950年失效的《軍機防護法》，將第三廳副廳長吳鶴予少将判刑10年，適用失效的軍機防護法將處作戰參謀林志森等5人判處死刑，提案糾正國防部，請促轉會依法塗銷有罪前科紀錄及修訂相關法律[116][117][118][119]。

## 主要著作
- 《親屬法理論與實務》（第19版），2019年，五南出版公司。
- 《家事事件法》，2019年，五南出版公司。
- 《性侵害及性騷擾之理論與實務》（第2版），2019年，五南出版公司。
- 《家庭暴力防治法規專論》（第4版），2018年，五南出版公司。
- 《家庭暴力法規之理論與實務》（第4版），2017年，五南出版公司。
- 《性暴力防治法規-性侵害、性騷擾及性交易相關問題》，2005年，新學林出版公司。
- 《我國民事保護令制度之分析研究》，2002年，司法院。
- 《秘密證人及其證明力之研究----司法院八十二年度出國專題研究報告》，1994年，台灣台北地方法院。
- 《美國家庭暴力法概觀---司法院八十二年度出國專題研究報告》，1994年，台灣台北地方法院。
- 《美國國際私法之發展趨勢》，1990年，台灣商務印書館。
- 《中美離婚法之比較研究》，1985年，台灣商務印書館。